# Boêmios de Irajá
Bohêmios de Irajá é um dos mais conhecidos e tradicionais Blocos de Carnaval brasileiros, foi criado no dia 13 de fevereiro de 1967 e fica situado no bairro do Irajá, na Zona Norte do Rio de Janeiro.
Desde então transbordar o espírito do carnaval durante todo o ano, promovendo eventos do mais puro samba suburbano.

## Sobre o Bloco
Sua sede fica na esquina da Avenida Pastor Martin Luther King Júnior com a Avenida Monsenhor Félix, próximo da estação de metrô do Irajá, desfila na Avenida Rio Branco, além do seu próprio bairro.
O cantor Zeca Pagodinho era frequentador assíduo do bloco, na década de 80. Ele pode ser citado como o principal artista que já passou pelo Boêmios de Irajá. O sambista até inspirou uma das alas do bloco, a "ala do pagodinho". Ele ainda gravou, "Boêmio Feliz", é uma homenagem aos Boêmios de Irajá. Outro sambistas famosos que já passaram por lá foi Waguinho, atualmente evangélico e o intérprete de samba enredo Tico do Gato.
O bloco teve ainda outras personalidades como Bebeto di São João e Beto Sem Braço.
Em 1971, o bloco gravou um LP com 10 faixas:
01. Vem pros Bohêmios;
02. Confesso; 
03. Não adianta; 
04. Eu sou mesmo da orgia; 
05. Show de bateria;
06. Nêga, nem vem;
07. Vai tristeza;
08. Modo de pensar; 
09. Conselho;
10. Grande desilusão; 
11. Bateria.